# 小塘镇 (建平县)
小塘镇，是中华人民共和国辽宁省朝阳市建平县下辖的一个乡镇级行政单位。

## 行政区划
小塘镇下辖以下地区：
小塘村、水头村、七家村、苏子沟村、道虎沟村、新城村、黑山嘴村、茶台沟村、大塘村和赵家湾村。